# Jutta Lau
Jutta Lau (28 de septiembre de 1955) es una deportista de la RDA que compitió en remo.
Participó en dos Juegos Olímpicos de Verano en los años 1976 y 1980, obteniendo dos medallas, oro en Montreal 1976 y oro en Moscú 1980. Ganó tres medallas de oro en el Campeonato Mundial de Remo entre los años 1974 y 1979.

## Palmarés internacional
| Juegos Olímpicos   | Juegos Olímpicos         | Juegos Olímpicos | Juegos Olímpicos         |
| Año                | Lugar                    | Medalla          | Prueba                   |
| ------------------ | ------------------------ | ---------------- | ------------------------ |
| 1976               | Montreal (Canadá)        | Medalla de oro   | Cuatro scull con timonel |
| 1980               | Moscú (URSS)             | Medalla de oro   | Cuatro scull con timonel |
| Campeonato Mundial |                          |                  |                          |
| Año                | Lugar                    | Medalla          | Prueba                   |
| 1974               | Lucerna (Suiza)          | Medalla de oro   | Cuatro scull con timonel |
| 1975               | Nottingham (Reino Unido) | Medalla de oro   | Cuatro scull con timonel |
| 1979               | Bled (Yugoslavia)        | Medalla de oro   | Cuatro scull con timonel |